# Scott Forbes
Scott Forbes (ur. 11 września 1920, zm. 25 lutego 1997) – angielski aktor i scenarzysta.

## Filmografia
scenarzysta
- 1956: General Electric Summer Originals
- 1969: Special Branch
- 1969: The Gold Robbers
- 1972: Crown Court

seriale
- 1948: The Philco Television Playhouse
- 1950: Danger
- 1961: Rewolwer i melonik jako Conniston
- 1973: Thriller jako Pan Patrick

film
- 1946: Night Boat to Dublin jako Porucznik Allen
- 1951: Operacja Pacyfik jako Porucznik Larry
- 1961: Statek, który nie mógł się zatrzymać jako Roman
- 1970: The Mind of Mr. Soames jako Richard Bannerman

## Wyróżnienia
Posiada swoją gwiazdę na Hollywoodzkiej Alei Gwiazd.